# 迷宫物语
《迷宮物語》（原題同，外文副標：Manie-Manie）為根據眉村卓短篇小說作品《口袋裡的XYZ》改編的動畫電影。全片包括「迷宮＊迷宮」（ラビリンス＊ラビリントス）、「狂奔者」（走る男）、「工程中止命令」（工事中止命令）三個單元，以短篇形式構成。片長50分鐘，製作期間為一年。

## 概要
本片原預定於1986年，與角川當年主打的動畫長片《時空旅人》同時上映，但因製作進度不及而以《火鳥 鳳凰篇》取代。完成後先在1987年9月25日於「東京奇幻電影節'87」放映，同年推出影帶上市，兩年後的1989年4月，以小規模單院上映方式於院線推出。而這段期間一直未能上映的原因，則是因為看過成品之後的當時製片人角川春樹，認為風格太過前衛冷僻而束之高閣。

## 主要製作群
- 原作：眉村卓
- 構成：丸山正雄、林太郎
- 制作：角川書店
- 發行：東宝株式会社
- 製作：角川春樹、MADHOUSE、
- 音樂：吉野
- 攝影監督：石川欽一
- 剪輯：尾形治敏
- 效果：倉橋靜男
- 助理導演：楠美直子

## 迷宮＊迷宮
少女迷途闖進了奇妙世界的馬戲團小屋，描繪虛構與現實的作品，在本作中有引言（進入後兩段單元）與收尾的作用。片中後段如有電子遊戲的影像部分，採用了嶄新的動畫技術。另外本單元並非改編自眉村卓作品，而是出於原創。
製作群
導演、編劇：林太郎
人物設定、作画監督：福島敦子
原画：大橋学、栗原玲子、福島敦子
美術監督：石川山子
配音
少女小幸：

## 狂奔者
透過一名記者的角度，敘述某個為了追求速度的極限且身懷特殊超能力，不惜賭上性命在賽車場上奔馳的車手故事。當初本單元的預定導演人選為押井守，但後來因故未能實現，改由製片丸山正雄推薦的川尻善昭出任導演。
製作群
導演、編劇、人物設定、作画監督、原畫（未列名）：川尻善昭
機械設定：渡部隆、熊谷聡
原画：大塚伸治、新川信正、河口俊夫、稲垣賢吾
美術監督：青木勝志
配音
鮑伯・史東（記者）：津嘉山正種
柴克・修：銀河万丈

## 工程中止命令
描述一項在熱帶叢林深處，以全自動進行的工程，一名為了傳達中止命令的職員所遇到的災難…本單元的導演大友克洋，並身兼部份原畫工作。
製作群
導演、編劇、人物設定：大友克洋
作画監督：中村孝
原画：森本晃司、中村孝、大友克洋、桜井邦彦
美術監督：椋尾篁
配音
杉岡勉：水島裕
機械人444之1號：大竹宏
部長：家弓家正
八奈見乗児
屋良有作
田中和実